# Live in Europe (Rory Gallagher)
Live in Europe, pubblicato nel 1972, è il terzo album realizzato da Rory Gallagher e contiene registrazioni di pezzi live eseguiti durante i vari tour fatti in Europa.

## Tracce
1. Messin' With the Kid (London) (6:25)
2. Laundromat (Gallagher) (5:12)
3. I Could've Had Religion (Trad. Arr. Gallagher) (8:35)
4. Pistol Slapper Blues (Blind Boy Fuller) (2:54)
5. Going to My Hometown (Gallagher) (5:46)
6. In Your Town (Gallagher) (10:03)
7. What in the World* (Trad. Arr. Gallagher) (7:40)
8. Hoodoo Man* (Trad. Arr. Gallagher) (6:02)
9. Bullfrog Blues (Trad. Arr. Gallagher) (6:47)

Le tracce 7 ed 8 non risultavano nella versione originale dell'album ma sono state inserite in seguito.
Nel 1991 è stata pubblicata una versione rimasterizzata di questo album integrata con un altro live,  Stage Struck... ci troviamo di fronte al cosiddetto Live In Europe/Stage Stuck

## L'album
Questo album è considerato da molti una pietra miliare della discografia di Rory Gallagher che ha saputo dare il meglio di sé proprio durante le esibizioni live.
Lo stesso Rory aveva più volte detto che quando registrava i suoi album studio non riusciva a infondere quell'energia che riusciva a trasmettere quando suonava dal vivo, proprio per questo cercò di produrre più album live possibili (e anche dopo la sua morte ne sono stati pubblicati molti).
Nel Live In Europe molti fan hanno intravisto le versioni definitive delle loro canzoni preferite, proprio per l'energia e il sound che è riuscito a infondere.